# Pagurixus longipes
Pagurixus longipes is een tienpotigensoort uit de familie van de Paguridae. De wetenschappelijke naam van de soort is voor het eerst geldig gepubliceerd in 2006 door Osawa, Fujita & Okuno.